# Marta Frej

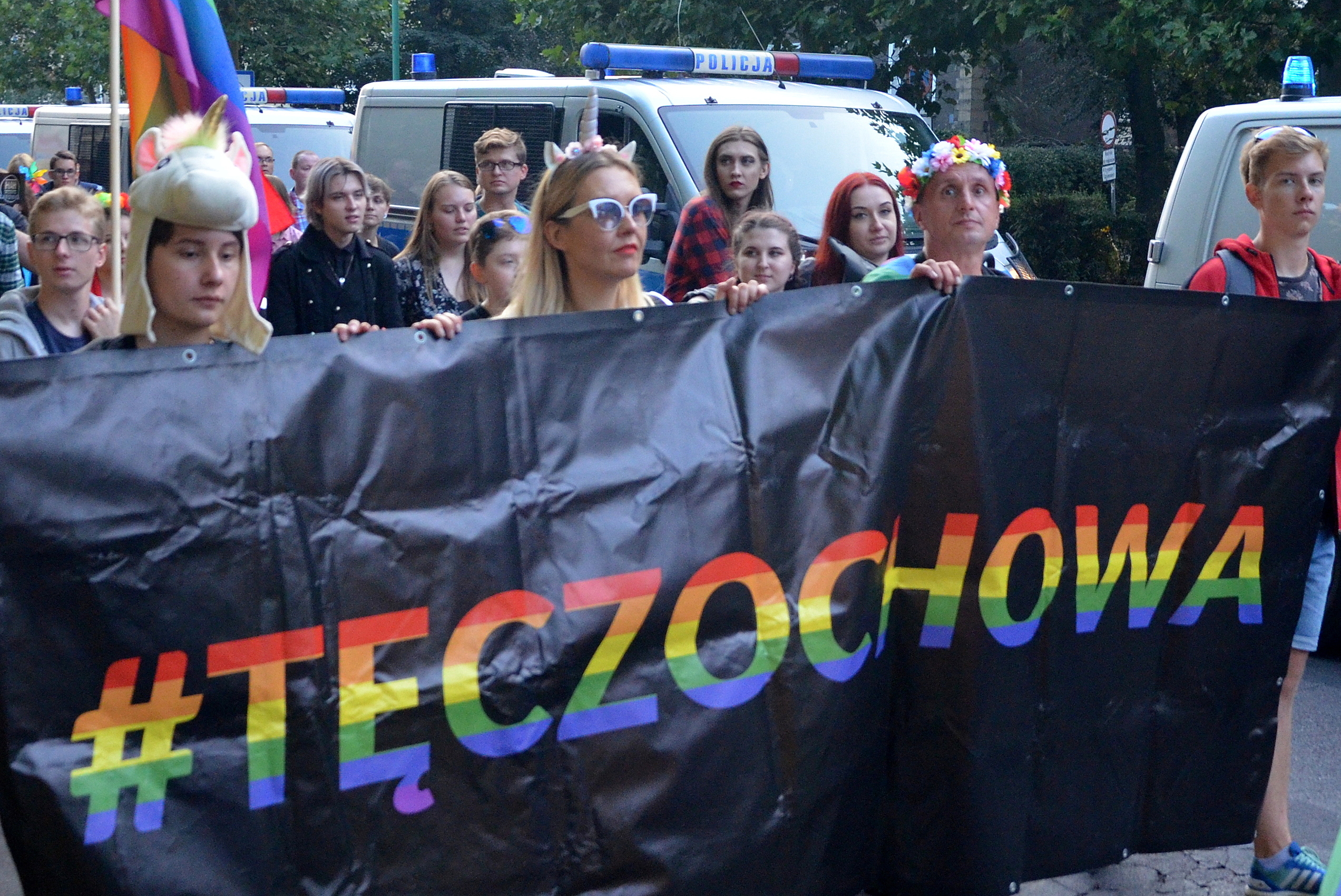
Marta Frej z banerem Marszu Równości w Częstochowie, podczas katowickiego Marszu Równości (2018)

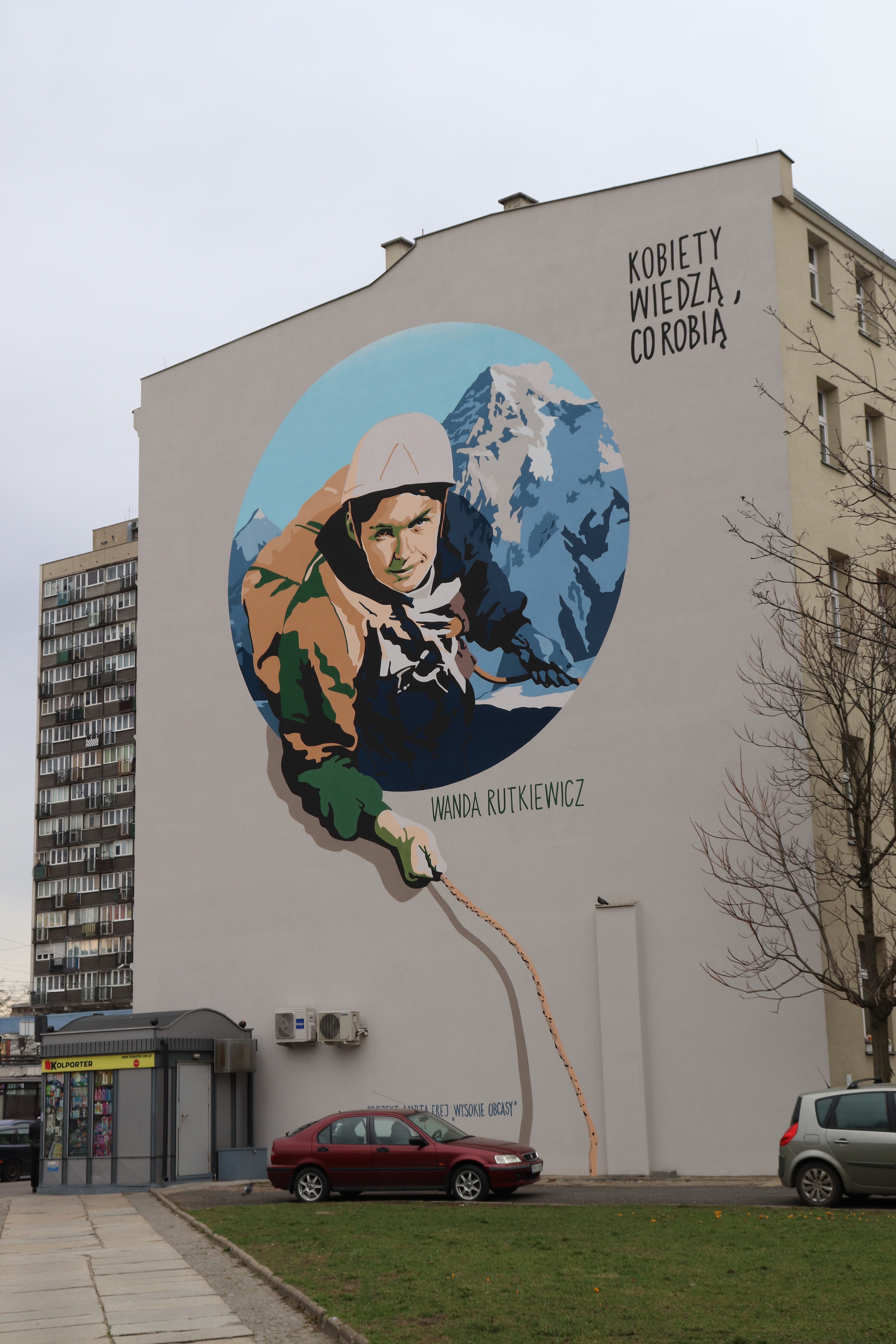
Mural autorstwa Marty Frej przedstawiający Wandę Rutkiewicz we Wrocławiu

Marta Justyna Frej (ur. 26 marca 1973 w Częstochowie) – polska malarka, ilustratorka i animatorka kulturalna. Prezeska zarządu Fundacji Kulturoholizm z siedzibą w Częstochowie. Jest współzałożycielką i koordynatorką (wraz z Tomaszem Kosińskim) Klubu Krytyki Politycznej w Częstochowie.

## Życiorys
Uczęszczała do II Liceum Ogólnokształcącego im. Romualda Traugutta w Częstochowie. Ukończyła studia na Akademii Sztuk Pięknych im. Władysława Strzemińskiego w Łodzi. Dyplom uzyskała w 2004. W latach 2005–2009 była asystentką w Pracowni Malarstwa i Rysunku Marka Czajkowskiego na ASP w Łodzi.
Jest laureatką nagrody Okulary Równości 2015, przyznawanej przez Fundację im. Izabeli Jarugi-Nowackiej, w kategorii prawa kobiet i przeciwdziałanie dyskryminacji z powodu płci za twórczość artystyczną zaangażowaną w obronę praw kobiet i równości płci. Przyznanie tej nagrody zostało Marcie Frej pozytywnie docenione na Dolnośląskim Kongresie Kobiet.
Współautorka książki „Memy i grafy” z Agnieszką Graff oraz ilustratorka książki „Brakująca połowa dziejów” Anny Kowalczyk.
Najbardziej znane prace to obrazy z podpisami o charakterze feministycznym, w których pojawiają się przesłanki socjologiczne. Ilustrują współczesne życie kobiet w Polsce. Prace, które przybrały formę obrazów, były wystawiane w różnych galeriach w całej Polsce, m.in. w Galerii Arsenał w Poznaniu czy Miejskiej Galerii Sztuki „M-Łódź Identyfikacja” w Łodzi. Odbędzie się także wystawa w Galerii Sztuki Wozownia w Toruniu. Jej strategia memetyczna została poddana analizie naukowej przez Justynę Budzińską pod kątem diagnozy (sposobu doboru tematu), kreacji (wyboru sposobu realizacji) oraz, najszerzej, doboru remedium. Prace Marty Frej zostały również wykorzystane przez Pawła Sarnę do opisu performatywnego aspektu memów w ujęciu wybranych ram interpretacyjnych podczas jego badań nad rolą memów internetowych zastosowanych jako komunikaty o charakterze retorycznym.
W 2017 otrzymała nagrodę plebiscytu O!Lśnienia – Nagrody Kulturalne Onetu za nadanie memom rangi artystycznego dzieła; za feministyczną sztukę w internecie, która – dzięki swojej aktualności i bezkompromisowości – ma prawdziwą siłę. Współorganizowała Festiwal Sztuki Współczesnej w Przestrzeni Publicznej Arteria w Częstochowie Arteria.
Pracowała w Centrum Promocji Młodych w Częstochowie.
Od sierpnia 2020 mieszka i prowadzi pracownię w Gdyni.